# Michael E. Rodgers
Michael E. Rodgers est un acteur écossais, né le 8 mai 1969 à Whitburn, Écosse.

## Filmographie

### Cinéma
- 1996 : Le Dentiste (The Dentist) : un patient nerveux
- 1997 : Sous pression (Bad Day on the Block) : Rupp
- 1998 : Anatomie d'un top model (Gia) : le photographe à la robe rouge
- 1999 : Sugar Town : le journaliste
- 2000 : The Patriot
- 2001 : Thomas and the Magic Railroad : Mr C. junior
- 2001 : Thank Heaven : Horace
- 2002 : Auto Focus : Richard Dawson
- 2003 : Klepto : Sandy Hauser
- 2004 : Red Rose : Robert Burns
- 2005 : What's Up, Scarlet? : Bruno
- 2006 : Stranded : Mark (court-métrage)
- 2007 : Sinner (en) : Stephen

### Télévision
- 1997 : Night Man
- 2001 : Mysterious Ways : Les Chemins de l'étrange : Everett Collins (épisode 18 saison 1 : Coup de foudre, Dead Dog Walking)
- 2002 : American Family (en) : Cingean Flanigan
- 2003-2004 : Mes plus belles années (American Dreams) : Colin
- 2005 : Triangle : Bruce Geller (téléfilm)
- 2006 : Killer Instinct : Mace / Edward Peterson
- 2006 : Les Experts : Miami : Keith Gifford
- 2006 : Windfall : Des dollars tombés du ciel
- 2006 : Bones : Jesse Kane (épisode : The Man On The Fairway)

### Jeux vidéo
- 2005 : The Matrix: Path of Neo : voix de Doberman
- 2006 : Final Fantasy XII : voix du juge Gabranth